# MinoTauro
|  | Aquest article tracta sobre el supercomputador. Vegeu-ne altres significats a «Grupo Planeta». |

El MinoTauro és el segon supercomputador més potent al Centre de Supercomputació de Barcelona (BSC-CNS), amb un rendiment pic de 186 teraflops (186 bilions d'operacions per segon). L'any 2011, va ser considerat el superordinador més eficient des d'un punt de vista energètic a Europa, segons el rànquing TheGreen500.
MinoTauro està fabricat per l'empresa Bull i una de les seves característiques és la incorporació a la seva arquitectura de targetes GPU Nvidia. A diferència del supercomputador MareNostrum, emblema del BSC-CNS, MinoTauro inclou processadors de propòsit específic. El seu avantatge, en comparació amb processadors de propòsit general, és que és més ràpid i consumeix menys energia per a algunes aplicacions. El BSC-CNS és líder mundial en models de programació StarSs i aquesta arquitectura és la idònia per al seu desenvolupament i utilització.